# حزب داخلي

The Inner Party makes up just 2% of the population.

في عالم رواية 1984 لجورج أورويل تنقسم أوقيانوسيا ال ثلاث فصول: الحزب الداخلي، الحزب الخارجي  (وهي طبقة اجتماعية خيالية في رواية جورج اورويل)وحزب العمال.
ينظم الحزب الداخلي بشكل عام الحزب الاشتراكي وفكر الشرطة وتحافظ على جميع أعضاء هذا الحزب  تحت إشراف دقيق من خلال التقنيات مثل التلسكرين (وهي شاشة تلفزيون اوغيرها من محطة العرض المرئي) بينما يعيش العمال ظروف الاكتئاب الشديد غير الخاضع للرقابة

## الظروف المعيشية
يمثل الحزب الداخلي الطبقة السياسية القلة في اوقيانوسيا، وهي تمثل بشكل عام بواسطة الاخ الأكبر، يستمتع أعضاء الحزب الداخلي  برفاهية الحياة التي وهي أفضل من ذلك  بكتير من حياة أعضاء الحزب الخلي والعمال. يمكن ظاهريا ان تكون تيلسكرين في بيوتهم مغلقة إلى اجل غير مسمى (اخبراوبرين أيضا وانستون وجوليا ان ليس من الحكمة إلى اغلاقه أكثر من 30 دقيقة وفي وقت واحد).
يمكن لهذا البوح ان يكون كذبة إلى وانستون وجوليا، كما المحادثات التي اجراها بعد اوبراين من المفترض اغلاق التلسكرين الخاص به على أي حال سوف نعود اليهم مرة أخرى.و من الممكن أيضا ان أعضاء الحزب الداخلية لديهم القدرة  إلى ايقاف التلسكرين الخاص بهم وقد اختار اوبراين ببساطة عدم الكشف عن وانستون وجوليا كمعارضين.
يملك أيضا أعضاء الحزب الداخلي  القدرة للوصول إلى ارباع المعيشة الفسيحة والخدم الشخصين والسيارات الخاصة (السيارات الخاصة محدودة للغاية وغير مسموحة للحزب الخارجي والعمال)وايضا الطعام والشراب ذا الجودة العالية، والسلع الاستهلاكية على عكس الجن (مشروب كحولي مقطر)منخفص الجودة، والقهوة الاصطناعية والسجائر المصنعة بشكل غير صحيح التي يستهلكها الطبقة الخارجية والعمال.أعضاء الحزب الداخلي  يمكنهم الوصول النبيذ وكذلك القهوة، الشاي، السكر، والحليب والسجائر المصنوعة جيدا. يتم المحافظة على احياء هذا الحزب نظيفة ورائعة مقارنة باحياء الحزب الخارجي والعمال.
يتم اختيار الاعضاء المحتملين للحزب الداخلي  في عمر صغير بناء على اختبارات  صعبة. الاصل العرقي، والإرث العائلي لا يملكون أي اهمية في هذه العملية طالما ان ولائهم خالص. .ينص كتاب غولشتاين ان الطفل الذي يولد لاهل من الحزب الداخلي  هو ليس تلقائيا ولد لهذا الحزب  وان جميع الجماعات العرقية في اوقيانوسيا تتضمن (يهود. زنوج.السكان الاصلين لامريكا الشمالية الهنود الحمر) ممثلة في رتب. يعرفون أعضاء الحزب الداخلي  دائما عند العامة ببدلاتهم السوداء لا يمكن لكل من أعضاء الحزب الخاردي والعمال المجازفة إلى احياء الحزب الداخلي  من غير اذن أعضاء هذا الحزب.